# Marco Lívio Denter
Marco Lívio Denter (em latim: Marcus Livius Denter) foi um político da gente Lívia da República Romana eleito cônsul em 302 a.C. com Marco Emílio Paulo. 

## Consulado (302 a.C.)
Foi eleito cônsul em 302 a.C. com Marco Emílio Paulo. Durante seu mandato, Caio Júnio Bubulco Bruto foi nomeado ditador para enfrentar uma revolta dos équos.

## Anos finais
Em 300 a.C., graças à Lei Ogúlnia, Marco Lívio, juntamente com Públio Décio Mus, Públio Semprônio Sofo e Caio Márcio Rutilo Censorino, foi um dos quatro primeiros plebeus a alcançar o cargo de pontífice, restrito, até então, aos patrícios.
Em 295 a.C., foi Marco Lívio que ditou a Públio Décio Mus a fórmula do devotio para que ele, como seu pai, se sacrificasse pela vitória dos romanos na Batalha de Sentino. Antes de morrer, Públio Décio lhe pediu que atuasse como pretor.